# Rosafarbener Saftporling
Der Rosafarbene Saftporling, wissenschaftlicher Name Rhodonia placenta, ist eine Art der Stielporlingsartigen (Polyporales) innerhalb der Ständerpilze. Er kommt vor auf totem Nadelholz, in dem er Braunfäule verursacht. Er ist in Nord- und Mitteleuropa weit verbreitet, kommt aber zirkumpolar vor.

## Merkmale

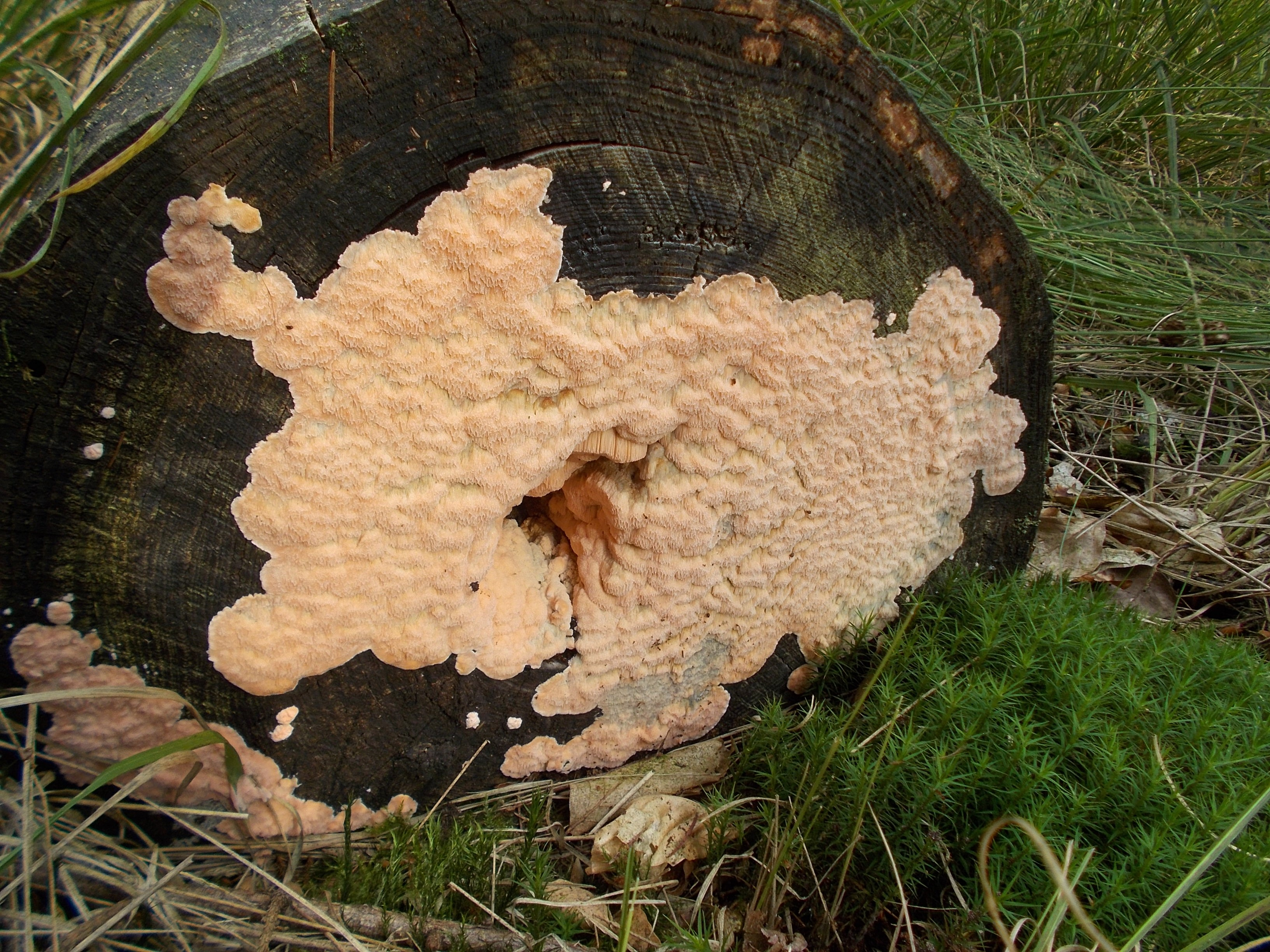
Fruchtkörper an einem liegenden Baumstamm

Der immer einjährige Fruchtkörper des Pilzes liegt flächig dem Holzsubstrat auf, dies wird resupinat genannt. Er wächst an senkrechten Oberflächen und bildet darauf 1 bis 10, ausnahmsweise bis 20 Millimeter dicke Überzüge, die eng mit dem Holz verwachsen und kaum ablösbar sind. Diese erreichen eine Ausdehnung bis zu einigen Dezimetern, angegeben sind bis zu etwa 30 Zentimeter. Der Fruchtkörper ist in frischem Zustand elastisch und zäh und dabei relativ fest, ausgetrocknet hornartig hart. Die Oberfläche ist durch das poroide Hymenophor porig, mit etwa 2 (3) bis 4 Porenöffnungen pro Millimeter. Die Röhren sind 1 bis 8 Millimeter, manchmal 10 bis 15 Millimeter lang. Die Poren sind an der Oberfläche oft rundlich, manchmal eckig begrenzt, gelegentlich sind sie langgestreckt labyrinthisch. Das Fleisch abseits der Porenlager, Kontext genannt, ist nur schmal, etwa einen Millimeter dick, nicht vom Porenlager ablösbar, eine schmale sterile Randzone ist aber fast immer vorhanden.
Die Farbe der Poren ist charakteristisch himbeer- bis lachsrosa, gelegentlich lila, an älteren Fruchtkörpern verfärbend nach weißlich, ockerfarben bis bräunlich oder grau.

### Mikroskopische Merkmale
Das Hyphensystem ist monomitisch, es ist also nur ein Hyphentyp ausgebildet. Die Hyphen sind dünn-, später dickwandig, 2 bis 4 (4,5) Mikrometer breit, hyalin, deutlich verzweigt, mit Septen mit Schnallenbildung. Zystiden werden nicht beobachtet. Die Sporen sind elliptisch bzw. zylindrisch mit etwas gebogenen Seiten. Sie sind 5 bis 6 (5,5 bis 7) Mikrometer lang und 2 bis 2,5 Mikrometer breit, glatt und hyalin. Sie verfärben nicht in Melzers Reagenz.
Das Myzel ist bipolar heterothallisch, also mit zwei Paarungstypen, was Selbstbefruchtung verhindert.

## Verwechslungsmöglichkeiten
Die resupinaten rosafarbenen Fruchtkörper sind recht charakteristisch. Manchmal etwas ähnlich ist der Rötende Saftporling Leptoporus mollis, dieser jedoch meist mit konsolenförmigen (pileaten) Fruchtkörpern. Ebenfalls ähnlich ist Erastia salmonicolor (syn. Hapalopilus salmonicolor), der aber eher orangerot gefärbt ist.

## Biologie und Ökologie
Der Rosafarbene Saftporling kommt vor an totem, meist entrindetem Holz von Nadelbäumen, das er unter Braunfäulebildung zersetzt. In der Schweiz bevorzugt er klar Fichtenholz. Angaben gibt es auch für andere Nadelhölzer, darunter Sitkafichte und Lawsons Scheinzypresse.

## Verbreitung
Die Art ist in Europa weit verbreitet, aber selten gefunden. Sie fehlt im Süden. In Deutschland kommt sie in allen Landesteilen vor, ist aber nirgends häufig. In die Rote Liste der Großpilze wurde sie wegen der unzureichenden Datenlage nicht aufgenommen. Auch in der Schweiz ist sie selten. Die Art kommt zirkumpolar in der borealen Zone vor, also auch in Ostasien und Nordamerika.

## Taxonomie und Systematik
Die Art wurde 1861 durch den schwedischen Mykologen Elias Magnus Fries als Polyporus placentus erstbeschrieben. Lange Zeit wurde sie von fast allen Experten als Oligoporus placenta (oder placentus) in der Gattung Oligoporus, später als Postia placenta in der Gattung Postia, geführt. 2005 stellte der finnische Mykologe Tuomo Niemelä und Kollegen mit dieser Art als Typusart eine neue Gattung Rhodonia auf, in der sie seither meist geführt wird. Nach den genetischen Daten nicht völlig geklärt ist ihr Verhältnis zu einer weitgefassten Gattung Amyloporia.
Die Zugehörigkeit von Rhodonia zu einer Familie war lange Zeit unklar, nachdem die alte Großfamilie Polyporaceae aufgelöst worden war. Für die Gattung und einige verwandte Gattungen aus der weitläufigen Verwandtschaft von Antrodia („Braunfäule-Trameten“) wurde 2018 eine neue Familie Adustoporiaceae Audet aufgestellt, in die die Art 2023 transferiert wurde (2018 war kurzzeitig eine eigene Familie Rhodoniaceae Audet aufgestellt worden). Rhodonia ist die einzige Gattung der Adustoporiaceae mit monomitischem Hyphensystem. In die Gattung werden, außer dieser Art, etwa fünf ostasiatische Arten gestellt.
Der Rosafarbene Saftporlig gehört dem Namen nach in die Gruppe der Saftporlinge, früher je nach Experten als Gattung Postia oder als Gattung Oligoporus gefasst. Spätere morphologische und vor allem genetische Untersuchungen haben dann aber erwiesen, dass die hier eingeordneten Arten trotz einiger ähnlicher Merkmale nicht zusammengehören.
Rhodonia placenta gehörte mit einer 2009 veröffentlichten Analyse zu den ersten Pilzarten, deren vollständiges Genom veröffentlicht worden ist.